# 오노 리사

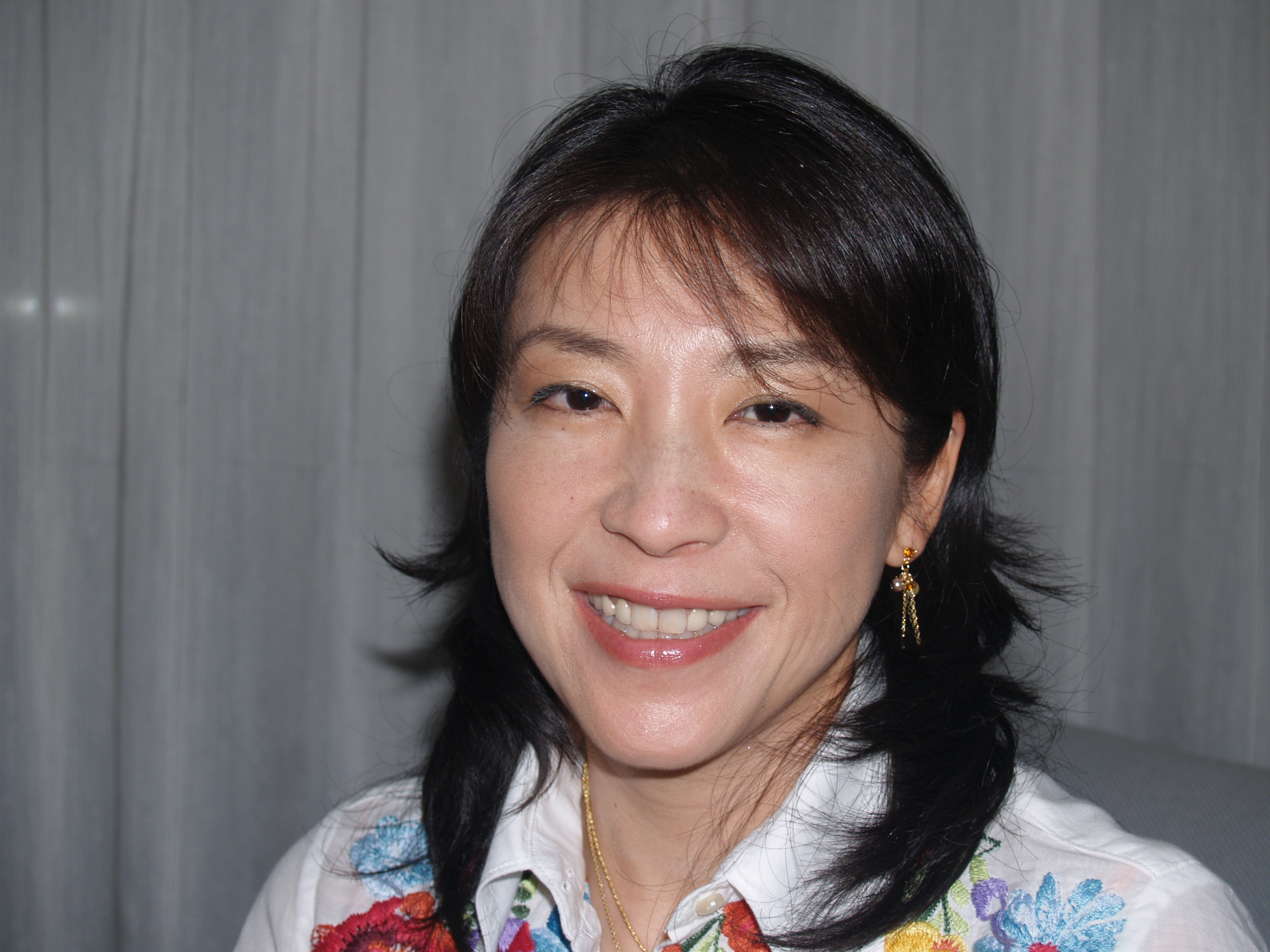

오노 리사(일본어: 小野リサ, 포르투갈어: Lisa Ono 리자 오누[*], 1962년 7월 29일 ~ )는 일본의 보사노바 가수이다.

## 생애
브라질 상파울루에서 일본계 브라질인 2세로 태어났다. 10살까지의 어린 시절을 브라질에서 보내고, 가족과 함께 일본으로 역이민하여 15세부터 기타를 연주하면서 노래를 시작한다. 1989년 첫 음반을 발표하였다. 내츄럴한 가성, 리드미컬한 기타, 매력적인 미소로 순식간에 보사노바를 일본에 전파한 그녀는 보사노바의 전설로 불리는 안토니우 카를루스 조빙과 재즈 삼바의 거장 주앙 도나투 등 저명한 아티스트와의 공연 및 뉴욕과 브라질, 아시아 등의 해외 공연도 하고 있다. 1999년에 발표한 앨범 "DREAM / 드림"이 20만장이 넘는 히트를 기록하였으며, 이후 일본에서 보사노바의 일인자로서 부동의 지위를 지키고 있다.

## 업적

### 1989
1st 싱글 " YOU'RE SO UNIQUE " 을 발표 , 맥스팩터 의 CM 송에 채택된다.
리오데자네이로에서 녹음한 앨범 "CATUPIRY / 카토삐리 " 발표.
삿포로 와인 " 포트 레일 " 의 CM 송으로 채택되어 화제가 된 "별의 산책 " 을 싱글로 발표했다.

### 1990
2nd 앨범 "Nanã / 나난 " ( 리오데자네이루에서 녹음 ) 발표했다. 첫 전국투어를 실시.
브라질에서 도리스 몬테이로 , 조니 알프 , 마르사와 함께 두번째 전국투어.
도쿄돔에서 열린 존레논탄생50주년 기념콘서트에 출연.

### 1991
" Nanã / 나난 "가 일본골드디스크 재즈부문을 수상했다.
3rd 앨범 " Menina / 메니나 " ( 리오데자네이루에서 녹음 ) 과 싱글 "CLEA / 클레어"을 BMG 빅터에서 발매 .
BMG US라틴에서 앨범 "Menina / 메니나 "가 미국에서 발매.

### 1992
라디오 프로그램 "세레나타 · 카리오카"가 Bay - Fm 의 DJ시작.
앨범 " Menina / 메니나 " 일본골드디스크를 수상.
1st 비디오 " 메니나 콘서트 " 발매. 같은시기에 발표한 싱글 "FLOR DO CAMPO / 플로르드캄포 " 가 시세이도의 CM송으로 채택.
첫 일본어 곡 ' 태양의 아이들 」가 NHK " 모두의 노래 "에서 방송 된다.
4th 앨범 " SERENATA CARIOCA / 세레나타 · 카리 오카 " ( 리오데자네이로 / LA / 도쿄녹음 ) 발표했다.
나카노 히로유키 프로듀스에 의한 아마존, 리오데자네이로의 영상과 리사의 노래를 비디오 " PEACE BOSSA / 피스보사 」발매.
올해 자신의 레이블 "나난 · 레이블" 을 시작해 브라질의 뛰어난 음악을 적극적으로 일본에 소개.
첫 포토 & 에세이 집 "훼리시다지 " 발표.

### 1993
도쿄 · 오사카 · 후쿠오카의 블루노트에서 투어.
5th 앨범 " Namorada / 나모라다 " ( 도쿄녹음 ) 발표했다.
N.Y.에서 첫공연.

### 1994
안토니오 카를로스 조빔 을 포함한 유명 아티스트들과 함께 6th 앨범 「 Esperança / 에스페란사 」 ( 리오데자네이루에서 녹음 ) 발표.
N.Y. 의 스위트 베이질에서 공연 .

### 1995
조앙 도나토와 함께 제작된 7th앨범 「 MINHA SAUDADE / 밍야 사우다지 」 ( 리오데자네이루 녹음 ) 발표.
조앙 도나토와 함께 전국투어를 하며 리오 , 상파울루 에서도 콘서트를 개최 하여 대성공을 거둔다.

### 1996
8th 앨범 ' RIO BOSSA / 리오보사 」 ( 리오데자네이루에서 녹음 ) 발표.

### 1997
9th 앨범 "ESSÊNCIA / 엣센시아" (NY녹음) , 싱글 「 시 · 아 · 와 · 세」를 발표. 비틀즈의 커버 등 보사 노바 에 머무르지 않는 다채로운 내용으로 화제를 모은다.

### 1998
안토니오 카를로스 조빔의 아들과 손자인 파울로 & 다니엘 조빔와 함께 보사노바 탄생 40주년을 기념하여 10th 앨범 " BOSSA CARIOCA / 보사 · 카리오카 " ( 리오데자네이루에서 녹음 ) 발표 , 홍콩에서도 출시.

### 1999
보사노바 기타리스트,프로듀서 오스카 카스트로 네비스를 프로듀서로 11th 앨범 " DREAM / 드림 '"( LA녹음 ) 을 발표. 미쓰비시 파제로이오 의 CM 송에 채택된 "Moonlight Serenade / 달빛세레나데 "를 포함하여 보사노바 탄생 이전의 미국에서 태어난 명곡을 중심으로 수록. 20만장을 넘는 히트앨범이 되었다. 홍콩과 대만에서도 같은 앨범이 출시. 아시아에서의 인지도가 높아진다.

### 2000
12th 앨범 " Pretty World / 프리티월드 ' NY녹음 ) 발표. 보사노바 뿐만 아니라 팝까지 확대한 선곡으로 보다 넓은층의 음악팬에게 지지받으며 베스트셀러를 계속하고있다. 대만에서의 출시에 맞춘 첫 공연을 실시해, 골드디스크 획득. 이 앨범에서 홍콩 · 대만 · 중국 · 한국 등 해외에서 릴리스 대상이 더욱 확대 했다.
크리스마스 송을 중심으로 수록한 자신의 첫 크리스마스 앨범 ' Boas Festas / 보아스페스타스 " ( 도쿄녹음 ) 발표.

### 2001
하와이의 국민가수 테레사 브라이트와 공연 , 보사노바( BOSSA )와 하와이( HULA ) 을 컨셉으로 한 13th 앨범 " BOSSA HULA NOVA / 보사훌라노바 " 발표.

### 2002
이탈리아를 컨셉으로 한 14th 앨범 " QUESTA BOSSA MIA ... / 쿠에스타보사미아" 발표. 이 앨범은 아시아 전역 (홍콩 · 대만 · 중국 · 한국 · 말레이시아 태국 싱가포르 필리핀)에서 발매. 아시아를 대표하는 보사노바가수로서의 지위를 확고히 하게 된다.

### 2003
프랑스를 컨셉으로 70년이상의 경력을 자랑하는 프랑스누벨팝 의 기수 앙리 살바도르와 함께한 15th 앨범 " DANS MONÎLE " 발표.

### 2004
브라질리언 기타리스트 호메로 루밤보와 함께 중동및 아프리카음악 을 컨셉으로 한 16th 앨범 " NAIMA ~ meu anjo ~ / 나이마 ~ 메우 · 안죠 ~ " 발표.
브라질음악 을 대표하는 3명의 기타리스트 오스카 카스트로 네비스 , 호메로 루밤보 , 토니뇨 호르타와 함께 크리스마스 앨범 제 2 탄 " Boas Festas2 ~ Feliz Natal ~ / 보아스 페스타 스 2 ~ 펠리스 나타우 ~ " 발표.

### 2005
라틴을 컨셉으로 멕시코 및 쿠바여행. " Sophisticate / Estilo ( 세련된 ) " Romantico ( 로맨틱 )" "Caliente ( 온정 ) " 의 3 가지 테마 로 나누어 진 라틴 3부작 앨범 "Romance Latino Vol.1 ~ 3 / 로만세 라티노" 을 3개월에 걸쳐 발표 .
3번째로 대만을 시작으로 첫 싱가포르, 한국에서도 공연을 펼친다. 일본은 물론, 현지 언론에 크게 다루어 화제가된다. 대만에서 앨범 3부작 골드 디스크를 획득. 해외에서의 콘서트에서는 보사노바 의 스탠더드 넘버와 앨범곡 외에도 각국의 노래를 현지 언어로 노래하고 대성공을 거둔다

### 2006
17th 앨범 "Romance Latino Vol.1 "가 일본 골드디스크 대상 "재즈앨범 오브더 이어" '부문 을 수상 .
20th 앨범 " Jamabalaya ~ Bossa Americana ~ / 잠발라야 ~ 보사 아메리카나 ~ " 발표.

### 2007
레이블 Avex trax로 이적후 4월 자신의 레이블 "Dois Irmaõs" 설립. "Jambalaya ~ Bossa Americana ~" 가 대만에서 플래티넘 앨범을 획득. 또한 대만의 최대 디지털 전송 사이트 「 KK BOX 」에서 6 개월 연속 Jazz 부문 월간 차트 1위 , 인터내셔널차트에서 반년 이상 동안 차트 톱 10 진입 " KK BOX Digital Music Awards "에서 최우수 서양음악 앨범상을 수상. 일본에서는 일본 골드디스크 대상 '재즈 앨범 오브 더 이어 '부문 을 2년 연속수상.
자카르타에서 개최된 「 Java Jazz Festival 2007 」에 출연. 첫 인도네시아공연임에도 불구하고 많은팬들이 경기장에 몰려 스테이지 종반은 기립박수로 열광하고 대성공을 거둔다.
" 2007 Shanghai Jazzy "에 출연 , 상하이재즈위크 의 오프닝을 단독라이브로 장식했다. 최초의 상하이공연 하고 총 2공연 티켓이 매진.
전작에 이어 미국에서 빌칸토스와 함께 소울뮤직을 테마로 21st 앨범 " Soul & Bossa / 소울 앤 보사" 발표.
안토니오 카를로스 조빔 탄생 80주년을 기념 하여 아들과 손자인 파울로 조빔 & 다니엘 조빔 ,미우샤와 함께 스페셜 트리뷰트 라이브
" SUNSET BOSSA ~ Tribute to Antonio Carlos Jobim ~ "를 히비야 극장에서 개최.
8월에 열린 추모라이브를 수록한 DVD "Lisa Ono 2007 SUNSET BOSSA ~ Tribute to Antonio Carlos Jobim ~ " 발표.
파울로 조빔 & 다니엘 조빔 , 미우샤의 참가 조빔 작품집 , 22nd 앨범 "The music of Antonio Carlos Jobim " IPANEMA " / 더 뮤직 오브 안토니오 카를로스 조빔 · 이파네마 " 발표.

### 2009
1월부터 4월까지 베이징 · 상하이 · 홍콩 · 타이베이 · 방콕에서 아시아투어를 개최.
3월 4일 , 재즈를 테마로, 브라질과 로스앤젤레스에서 각각 다른 편곡자를 기용해 녹음한 "Cheek To Cheek - Jazz Standards from RIO - "
" Look To The Rainbow - Jazz Standards form LA - "를 2매 동시에 발표.
5월부터 7월에 걸쳐 전국적으로 새앨범발매를 기념한 공연 ' LISA ONO Concert Tour 2009 - Jazz Standards - 」 개최.
11월부터 12월 삿포로, 고베, 도쿄에서 "LISA ONO Winter Bossa Tour 2009 " 중국 7개 도시에서 " LISA ONO Winter Bossa Tour 2009 in CHINA "

### 2010
25th 앨범 "ASIA"발표. 아시아각국의 대표곡을 현지언어로 녹음 .
홍콩 콘서트 (2일간),싱가폴 콘서트,
브라질 뮤지션 Dori Caymi 을 맞이한 스페셜 라이브를 Billboard Live Tokyo에서 개최.
데뷔 20주년을 망라한 최신 베스트 앨범 "Complete BEST "를 발매 .
7 / 16 중국 심양에서 국제관광절 오프닝 세레모니에 일본 대표로 출연 .
11월에서 12월까지 요코스카 , 사이타마 · 이바라키 · 오사카 · 삿포로 · 도쿄 · 센다이에서 " LISA ONO Winter Bossa Tour 2010 '를 개최.
12 / 5 대만 타이베이에서 "Urban Simple Life " 이벤트 출연. 중국 2개 도시에서 연말 카운트다운 콘서트 개최.

### 2011
지구정상회의 준비위원회 및 아스디도쿄주최의 이벤트 " 아스디 콘서트 '"에 게스트로 출연. 지구 환경 보호를 호소하면서, 브라질 친선 대사의 역할을 한다. 자신의 첫 ' 토크 & 라이브 투어' (브라질의 관광 명소와 추억 등 의 이야기를 섞은 콘서트 ) 개최.
중국 베이징 KAMA 사랑 · 음악절에 게스트로 참가 .
브라질 뮤지션 Oscar Castor Neves 을 맞이한 스페셜 라이브를 Billboard Live Osaka 및 Tokyo에서 개최.
8 / 6 마카오에서 연말까지 베이징에서 중국 , 홍콩, 대만 등에서 「 오노 리사 아시아 투어 2011를 시작.
26번째 앨범 "Japaõ " 발매. " 세계음악여행 " 의 종착점으로 선택한 테마는 '일본' .

### 2012
자신의 곡들을 선곡하여 컴필레이션 앨범 "Laguna Azul summer time selection" 발매

### 2013
일본의 하트가요를 보사노바로 편곡해 만든 앨범 "Japaõ 2" 발매

## 같이 보기
- 보사노바